# Cueva de los Hornucos
La cueva de los Hornucos está situada en Suano, municipio de Hermandad de Campoo de Suso (Cantabria, España).

## Primeras exploraciones documentadas
La caverna de Los Hornucos' es una gruta en la Hermandad de Campoo de Suso, Cantabria, en la que se han encontrado restos históricos y prehistóricos que evidencian su uso por el hombre como cámara sepulcral y como refugio o vivienda.
Su existencia ha sido conocida desde tiempo inmemorial por los vecinos de los pueblos aledaños, aunque las primeras exploraciones documentadas de las que se tiene constancia, son las de Luis de Hoyos Sainz de 1901, cuando dibujó un plano y envió al Museo de Historia Natural alguno huesos que allí encontró.
Estos hallazgos despertaron la curiosidad entre los habitantes del valle por los posibles tesoros que la cueva pudiese ocultar, y en 1934 un grupo de mozos de Villacantid y alrededores, Daniel Fernández Ortega, Manuel Hoyo García, Víctor Fernández, Joaquín Fernández, Tomás López, Eduardo Muñoz, Emiliano Villanueva y Adrián Sainz de los Ríos, penetraron en la cavidad, y tras una excursión de varios cientos de metros, hallaron diversos objetos de cerámica, estalactitas, y cráneos y otros restos humanos.
Por las mismas fechas, D. Carlos Navarro Morenés, D. Ricardo García Díaz, y D. Antonio
Fernández Carpio, entran en la cueva, donde encuentran cenizales con carbón y restos de huesos de aves, y trozos de vajillas cerámicas a mano; días más tarde vuelve en compañía del padre Jesús Carballo, director del Museo Prehistórico de Santander, y el antropólogo Juan Uría. En esta exploración descubren un enlosado de piedras en la entrada que tapa el cauce del arroyo de Ricueva que de esta caverna surge, y que interpretan como evidencia del uso de la cueva como vivienda. Además de nuevos restos humanos y más piezas cerámicas, encuentran diversas piezas metálicas, como punzones, mangos y trozos de puñal.
Entre septiembre y octubre de 1936, se hace cargo de las investigaciones y excavaciones el citado Jesús Carballo, a resultas de las cuales aparecieron nuevos objetos, que sumados a los ya encontrados, conforman la siguiente relación sintetizada:
- Diversos fragmentos de cerámica roja "a mano", encontradas en cenizales como restos de ajuar, y en lechos arcillosos sobre cráneos humanos, como piezas oferentes viáticas, de origen calcolítico.
- Varias hachas y punzones de cobre, de origen calcolítico.
- Un mango de asta del siglo 111 a. C.
- Cucharillas, cazillos y otros objetos de bronce de datación romana.
- Un fragmento cerámico de origen romano o precristiano.
- Restos de piezas cerámicas decoradas, de origen supuesto visigodo o medieval.
- Prendedores, hebillas, y otros objetos de bronce de época visigoda.
- Treinta y cuatro cráneos humanos marcadamente dolicocéfalos, de datación calcolítica.[1]

De las exploraciones referidas se puede deducir que esta gruta ha sido usada por el ser humano desde tiempos no posteriores al calcolítico, con una continuación en su uso por lo menos hasta la época medieval, y aún posteriormente, como refugio de circunstancias para pastores. Las cámaras más próximas a la boca son las que presentan evidencias de uso habitacional, mientras que galerías más alejadas fueron las destinadas a enterramientos o cámaras mortuorias.

## Geología
La boca de la gruta se encuentra en la falda del monte Endino, en una zona que llaman el Rozadío, a unos 1000 m s. n. m. Se abre en un afloramiento o isleo calcáreo en la capa sedimentaria de la sierra, cubierto por la vegetación y dentro de un hayedo. La galería se desarrolla en un área aproximada de 600 por 200 m, entre carniolas y calizas del Jura. La meteorización de estos materiales ha causado la aparición de un sistema kárstico por el que discurre el agua procedente de manantiales y deshielos de cotas superiores. Estos conductos han ido profundizándose y creando nuevas galerías según ha ido avanzando la erosión química con el paso del tiempo. En la actualidad, el agua discurre por niveles inferiores inaccesibles hasta salir al exterior en la misma entrada de la caverna, formando el arroyo Ricueva.
Dentro de la gruta se abren 3 salas en las que se aprecian derrumbes centrales de bloques de piedra. El suelo está cubierto por una gruesa capa de arcilla, producto de la meteorización.